# یهودا (لئو) لیوای

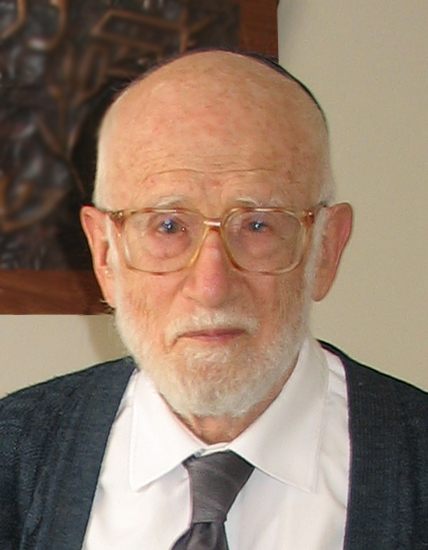
یهودا لیوای، فیزیک‌دان و استاد الکترواپتیک - ۲۰۰۶

 یهودا (لئو) لیوای (انگلیسی: Yehuda؛ زادهٔ ۱۶ ژانویهٔ ۱۹۲۶ در آلمان - درگذشتهٔ ۱۷ ژوئن ۲۰۱۹ در اورشلیم) فیزیک‌دان٬ رئیس دانشگاه و استاد الکترواپتیک در دانشکده فناوری اورشلیم بود. او همچنین ربی مذهب حریدی (یهودیان تندرو) و از مهاجران آلمانی به اسرائیل بود.